# Лаворель, Сандра
Сандра Лаворель (Sandra Lavorel; род. 1965, Лион, Франция) — французский учёный-эколог, эколог растений, специалист по функциональной экологии (Functional ecology). Член Французской академии наук (2013), иностранный член НАН США (2020), доктор философии (1991), с 1994 года сотрудница CNRS, ныне старший исследователь первого класса (First Class Senior Research Scientist). Её называют одним из ведущих экологов Европы.
Получила образование агронома. Степень доктора философии по экологии и эволюционной биологии получила в 1991 году в Монпелье, под началом Francesco Di Castri.
В 1991—1994 гг. фелло-постдок по экологии Австралийского национального университета.
С 1994 года исследователь CNRS (Национальный центр научных исследований) Франции (по 2002), ныне (с 2003) старший исследователь, с 2011 г. — первого класса. (С 2003 года работает в Гренобле.)
Член Европейской академии (2012). Почётный член Британского экологического общества (2020).
Автор более 170 публикаций. Являлась обзорным редактором глав по биоразнообразию Millennium Ecosystem Assessment.

## Награды
- Бронзовая медаль Национального центра научных исследований (1998)
- Foulon Prize Французской академии наук (2006)
- Zayed International Prize for the Environment[англ.] (2006, в составе коллектива Millennium Ecosystem Assessment[англ.])
- Серебряная медаль Национального центра научных исследований (2013)
- Alexander von Humboldt Medal[англ.], IAVS (2015)[9]
- Marsh Ecology Award (2017)
- Ramon Margalef Prize in Ecology[англ.] (2020)[5]
- BBVA Frontiers in Ecology and Conservation Biology Award (2020)
- Золотая медаль Национального центра научных исследований (2023)